# Sticksjön, Västmanland
Sticksjön är en sjö i Köpings kommun i Västmanland och ingår i Norrströms huvudavrinningsområde.